# 泰雷尼
泰雷尼，是匈牙利诺格拉德州所辖的一个村。总面积24.35平方公里，总人口430，人口密度17.7人/平方公里（2011年1月1日）。